# Arge ochropus
Arge ochropus és una espècie d'himenòpter símfit de la família dels àrgids (Argidae). En la fase de larva s'assembla a una eruga de lepidòpter. En la fase d'adult mesura entre 7 i 10 mm, i el cap i el tòrax són de color negre mentre que l'abdomen és taronja.

## Història natural

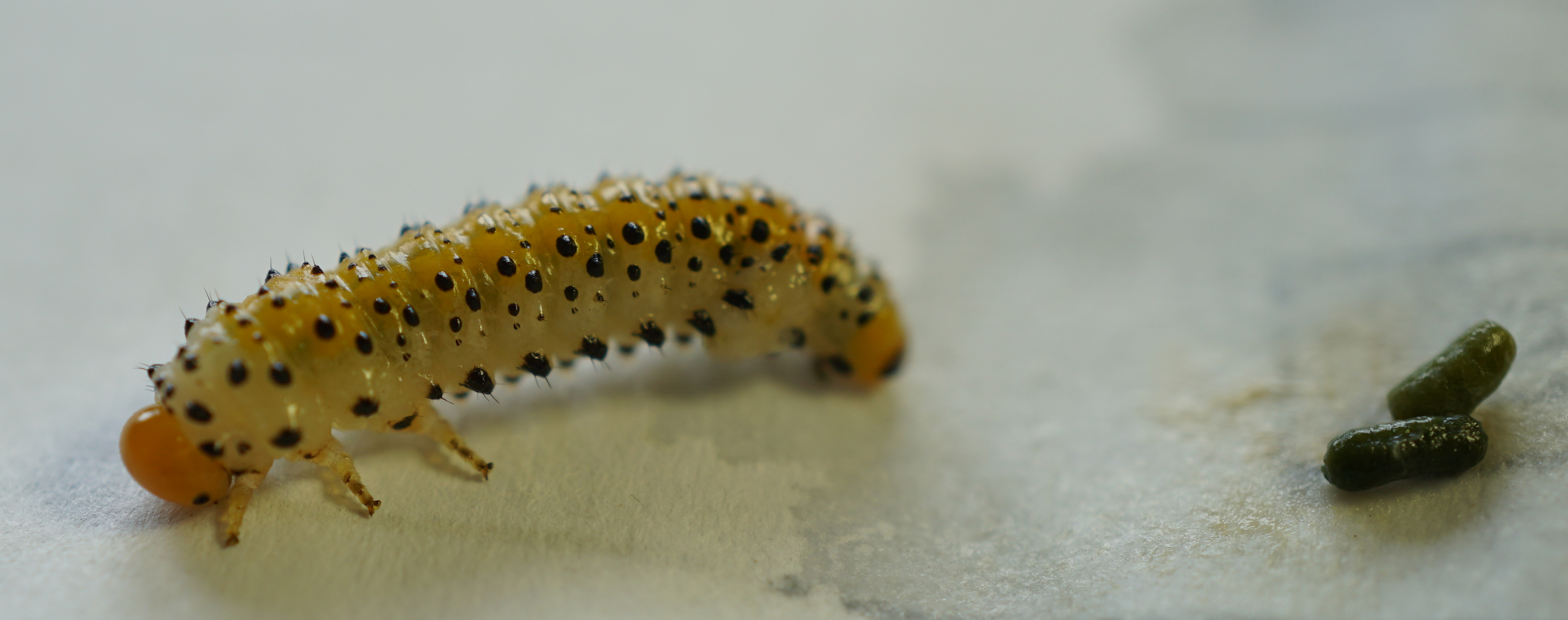
Arge ochropus (falsa eruga del roser) i la seva femta

Aquesta espècie té dues generacions cada any. Els adults s'alimenten de nèctar i pol·len de Tanacetum vulgare, Angelica sylvestris i Heracleum sphondylium. Les larves s'alimenten de les fulles de diverses espècies del gènere Rosa, com ara Rosa canina, Rosa majalis i Rosa pimpinellifolia. La femella adulta, després de fer una incisió, diposita els ous a l'interior de les tiges tendres. La ferida produïda s'assembla a una cremallera que asseca els brots i capolls florals en formació. En el moment de pupar es deixen caure a terra per realitzar la metamorfosi.
Són una plaga habitual de les rosers cultivats, que s'ha de tractar retirant manualment les larves o recorrent a insecticides del tipus dels piretroides.

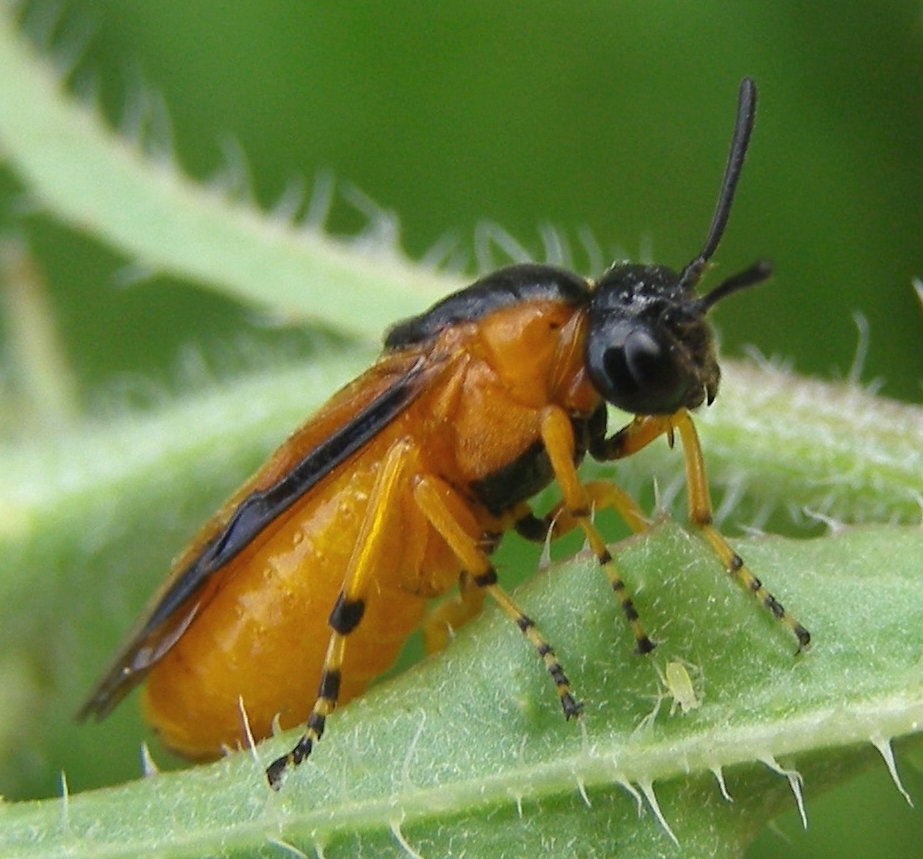
Adult
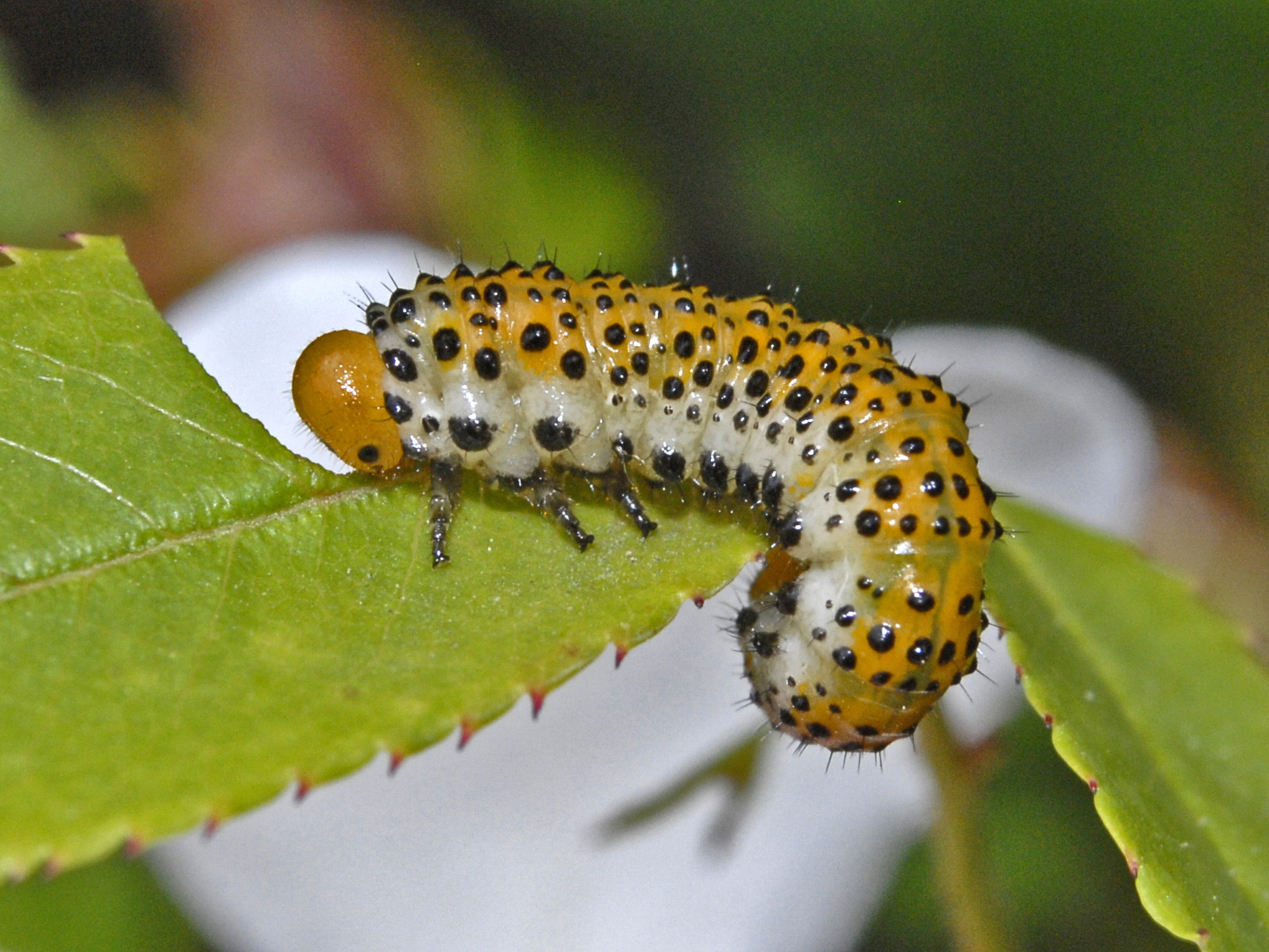
Larva
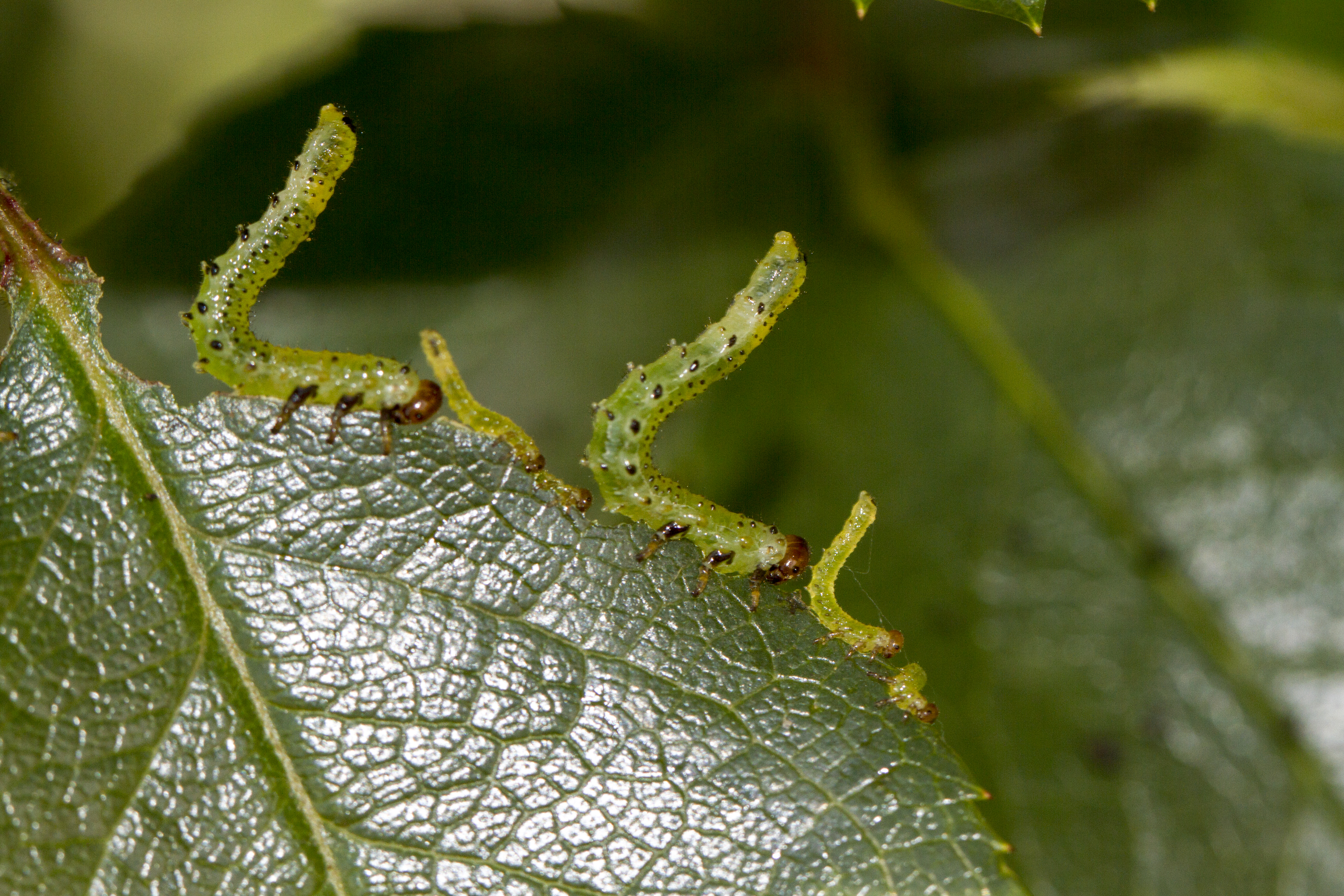
Larves